# Associação Naval 1º de Maio 2010-2011
Questa voce raccoglie le informazioni riguardanti l'Associação Naval 1º de Maio nelle competizioni ufficiali della stagione 2010-2011.

## Rosa
Fonte:
| N. |                       | Ruolo | Calciatore        |
| -- | --------------------- | ----- | ----------------- |
|    | Portogallo (bandiera) | P     | Bruno Jorge       |
|    | Portogallo (bandiera) | P     | Diego             |
|    | Francia (bandiera)    | P     | Romain Salin      |
|    | Portogallo (bandiera) | D     | Carlitos          |
|    | Brasile (bandiera)    | D     | Daniel Cruz       |
|    | Francia (bandiera)    | D     | Kévin Gomis       |
|    | Portogallo (bandiera) | D     | João Real         |
|    | Brasile (bandiera)    | D     | Orestes           |
|    | Brasile (bandiera)    | D     | Rogério           |
|    | Portogallo (bandiera) | C     | Camora            |
|    | Portogallo (bandiera) | C     | Davide Dias       |
|    | Brasile (bandiera)    | C     | Giuliano Amaral   |
|    | Francia (bandiera)    | C     | Nicolas Godemèche |

| N. |                       | Ruolo | Calciatore       |
| -- | --------------------- | ----- | ---------------- |
|    | Portogallo (bandiera) | C     | Godinho          |
|    | Francia (bandiera)    | C     | Alexandre Hauw   |
|    | Portogallo (bandiera) | C     | Hugo Machado     |
|    | Portogallo (bandiera) | C     | João Pedro       |
|    | Portogallo (bandiera) | C     | Tiago Rosa       |
|    | Brasile (bandiera)    | A     | Bruno Moraes     |
|    | Brasile (bandiera)    | A     | Fábio Junior     |
|    | Portogallo (bandiera) | A     | Manuel Curto     |
|    | Portogallo (bandiera) | A     | Marinho          |
|    | Brasile (bandiera)    | A     | Michel Simplício |
|    | Francia (bandiera)    | A     | Robin Previtali  |
|    | Bolivia (bandiera)    | A     | Edivaldo         |